# Lactarius aquizonatus
Lactarius aquizonatus Kytöv. – gatunek grzybów należący do rodziny gołąbkowatych (Russulaceae).

## Systematyka i nazewnictwo
Pozycja według klasyfikacji Index Fungorum: Lactarius, Russulaceae, Russulales, Incertae sedis, Agaricomycetes, Agaricomycotina, Basidiomycota, Fungi
Po raz pierwszy opisał go w 1984 r. Ilkka Kytövuori i nadana przez niego nazwa naukowa jest aktualna.

## Morfologia
Kapelusz
Średnicy 9–20 (do 25) cm, o pokroju wypukłym, z wgłębieniem w środku lub lejkowatym, białawy lub żółtawo-ochrowy, z wodnistym, koncentrycznym strefowaniem, pokryty kosmkami.
Hymenofor
Blaszkowy, blaszki białawe lub jasnołososiowe, proste, gęsto rozstawione i przyrośnięte do trzonu.
Trzon
Długości 2,6–6 cm i średnicy 2–4,5 (do 7) cm, żółtawy, pusty w środku.
Miąższ
Zbudowany jest z kulistawych komórek (sferocytów) powodujących ich specyficzną kruchość i nieregularny przełam. O ostrym smaku i słodkawej woni, wydzielający białe mleczko, przebarwiające się żółto na powietrzu, pomarańczowe w roztworze wodorotlenku potasu.
Zarodniki
Elipsoidalne, o wymiarach 6,8–8,8×4,8–6,1 μm, pokryte amyloidalną siateczką.

## Występowanie i siedlisko
Występuje w Ameryce Północnej, Europie i Azji. Władysław Wojewoda w 2003 r. nie podał stanowisk tego grzyba w Polsce, jednak jego stanowiska podano w późniejszych latach w Bukowna. W internetowym atlasie grzybów najduje się na liście gatunków zagrożonych i wartych objęcia ochroną.
Grzyb mykoryzowy, rozwijający się w glebie w wilgotnych lasach, w obecności świerku pospolitego (Picea abies), sosny zwyczajnej (Pinus sylvestris) lub jałowca pospolitego (Juniperus communis) oraz brzóz (Betula sp.), szczególnie na wapiennych glebach. W Europie wytwarza owocniki w sierpniu i wrześniu.